# Tixera
Tixera (en árabe: تيزرة‎, en francés: Tizra) es una localidad marroquí perteneciente al municipio de Dar el Quebdani, en la región Oriental. Desde 1912 hasta 1956 perteneció a la zona norte del protectorado español de Marruecos.